# Starhembergwarte
Die Starhembergwarte ist eine etwa zehn Meter hohe, ganzjährig zugängliche Aussichtswarte auf dem Gipfel des 564 m ü. A. hohen Schlossbergs oberhalb der Burgruine Dürnstein in der niederösterreichischen Gemeinde Dürnstein. Die Warte in der jetzigen Form wurde 1895 errichtet und ist nach dem damaligen Grundeigentümer Camillo Heinrich Fürst von Starhemberg benannt.
Die Warte ist von der Waldschenke Fesslhütte (wenige Minuten), vom Scheibenhof (½ bis ¾ Stunde), von Dürnstein auf dem Welterbesteig (1½ Stunden) und von Loiben (2 Stunden) zu Fuß erreichbar.

## Geschichte

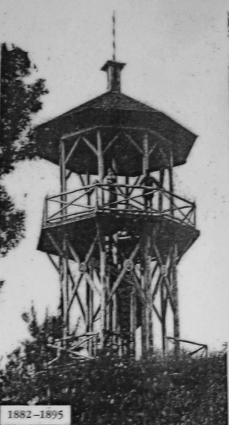
Die hölzerne Starhembergwarte (bis 1895)

Die Warte wurde von der 1881/82 gegründeten Sektion Krems-Stein des Österreichischen Touristenklubs in Holzbauweise errichtet und am 16. Juli 1882 feierlich eröffnet. Nachdem der Holzbau bereits zehn Jahre danach schadhaft war, wurde nach den Plänen des Kremser Stadtbaumeisters Josef Utz jun. ein Steinbau errichtet und am 15. August 1895 eröffnet. Nach dem Ersten Weltkrieg wurde die Warte boshaft beschädigt und vernachlässigt. Die Wiederinstandsetzung konnte erst 1925 erfolgen. Zuletzt wurde die Warte in den Jahren 1987/88 einer Generalsanierung unterzogen.